# Hofstetten-Flüh
Hofstetten-Flüh (im Dialekt Hufstette-Flüe ausgesprochen, bis 1985 offiziell Hofstetten (SO) genannt) ist eine politische Gemeinde im Bezirk Dorneck des Kantons Solothurn in der Schweiz.

## Bevölkerung
- Religion (Stand 2000): 42,7 % römisch-katholisch, 25,2 % reformiert[5]

## Geographie

Luftbild (1950)

Die Gemeinde Hofstetten-Flüh besteht aus den beiden Ortsteilen Hofstetten auf 462 m ü. M. und Flüh auf 379 m ü. M. in einer solothurnischen Exklave im hinteren Leimental. Im Ortsteil Flüh beginnt die Passstrasse hinauf zum Challpass und weiter nach Röschenz, das bereits im Kanton Basel-Land gelegen ist.
Sie ist einwohnermässig die grösste Gemeinde des solothurnischen Leimentals. Seine Nachbargemeinden sind die solothurnischen Gemeinden Metzerlen-Mariastein, Bättwil und Witterswil, die basellandschaftlichen Ettingen und Blauen BL sowie das französische Leymen.
- Fläche: 752 ha, davon entfielen 2014 45 % auf Wald, 39 % auf Landwirtschaft, 15 % auf Siedlungen und weniger als 1 % auf unproduktives Land

## Wappen
Blasonierung
In Weiss zwei rote Pfähle; im roten Schildhaupt ein weisser sechsstrahliger Stern. Dies war das Familienwappen der Herren von Hofstetten

## Geschichte
Das Leben in der Gemeinde reicht weit in die Vergangenheit zurück. Der erste beweisbare Bewohner der Gegend war ein Mammut, welches um 12'000 vor Christus, am Ende der letzten Eiszeit einen seiner Stosszähne verlor.
Um 400 vor Christus waren Kelten hier sesshaft. Sie gehörten zum Stamm der Rauriker und von ihnen fand man Überreste von Eisenverhüttungsanlagen, sogenannte Rennöfen. Auch den Römern schien es hier zu gefallen, bauten sie doch im 1. Jahrhundert einen Gutshof. Bei Bauarbeiten fand man Reste dieses Gutes und daneben spärlichen Reste eines kleinen Gebäudes sowie die Fundamente von Handwerkerhäusern und einen Teil der Umfassungsmauer. Die gallo-römische Bevölkerung hinterliess in Flüh in den Talmatten einen Friedhof mit mehreren Gräbern aus dem 7. Jahrhundert. Diese enthielten sehr schöne Grabbeigaben, darunter eine Gürtelschnalle, Fingerringe und Glasperlen.
Im Mittelalter war Hofstetten-Flüh zusammen mit sechs weiteren Dörfern am Blauen ein freies Reichslehen und unterstand damit direkt dem Kaiser. Vom 13. Jahrhundert bis gegen Ende des 14. Jahrhunderts lebten die Herren von Hofstetten in der Burg Sternenberg zwischen den beiden Dörfern. Ihr Wappen wurde zum Wappen der Gemeinde. Um 1450 wurde die Burg Sternenberg durch einen Brand zerstört und ist seither eine Ruine.
Ab 1408 waren die Dörfer den Herren von Rotberg unterstellt, welche ihre Stammburg unweit der westlichen Gemeindegrenze am Blauenhang hatten. 1515 verkauften die Rotberger ihre Herrschaft an die Stadt Solothurn. Daher erklärt sich die heutige Zugehörigkeit des hinteren Leimentals zum Kanton Solothurn. Die Burg Rotberg zerfiel im Laufe der Zeit zur Ruine und wurde wie viele andere Ruinen als willkommenes Lager an Bausteinen genutzt. 1934 wurde die Rotberg wieder aufgebaut und wird heute als Jugendherberge genutzt.
Die solothurnische Herrschaft brachte eine ruhige Zeit. Sie waren jetzt Leibeigene der Solothurner, die das Leimental durch den Vogt auf Schloss Dorneck in Dornach verwalten liessen. Aber eine Vielzahl von belastenden Steuern, die sozialen Unterschiede zwischen Vollbauern, Halbbauern und Taunern, sowie die Kontrolle alltäglicher Dinge machten das Leben nicht leicht. Daher zogen viele Hofstetter und Flüh-ner ins Ausland und in fremde Kriegsdienste, weil sie im eigenen Dorf kein Auskommen hatten.
Noch im 19. Jahrhundert war Hofstetten ein armes Bauerndorf und Flüh bestand hauptsächlich aus Handwerksbetrieben und aus Wirtschaften, die am Pilgerweg nach Mariastein recht gut besucht wurden. Als gegen Ende des Jahrhunderts die Basler Industrie expandierte, waren die Arbeitskräfte aus den Dörfern um die Stadt gefragt. Darum erbaute man 1888 eine Bahnstrecke nach Basel, die heute von der BLT betrieben wird und bis Rodersdorf führt, dadurch konnten die Hofstetter und Flühner in Basel Arbeit finden. Die Bahn brachte aber auch Ausflügler aufs Land.
Am Silvesterabend, 31. Dezember 2021, kurz nach 17.00 Uhr, brach in der katholischen Kirche St. Nikolaus des Ortes ein Feuer aus, das, obwohl es relativ schnell unter Kontrolle gebracht werden konnte, einen Millionenschaden verursachte. Die Brandursache konnte bisher nicht geklärt werden. Unmittelbar davor wurden durch Vandalen innerhalb der Kirche der Christbaum, die handgeschnitzten Krippenfiguren und weitere Gegenstände mutwillig beschädigt.

## Wirtschaft

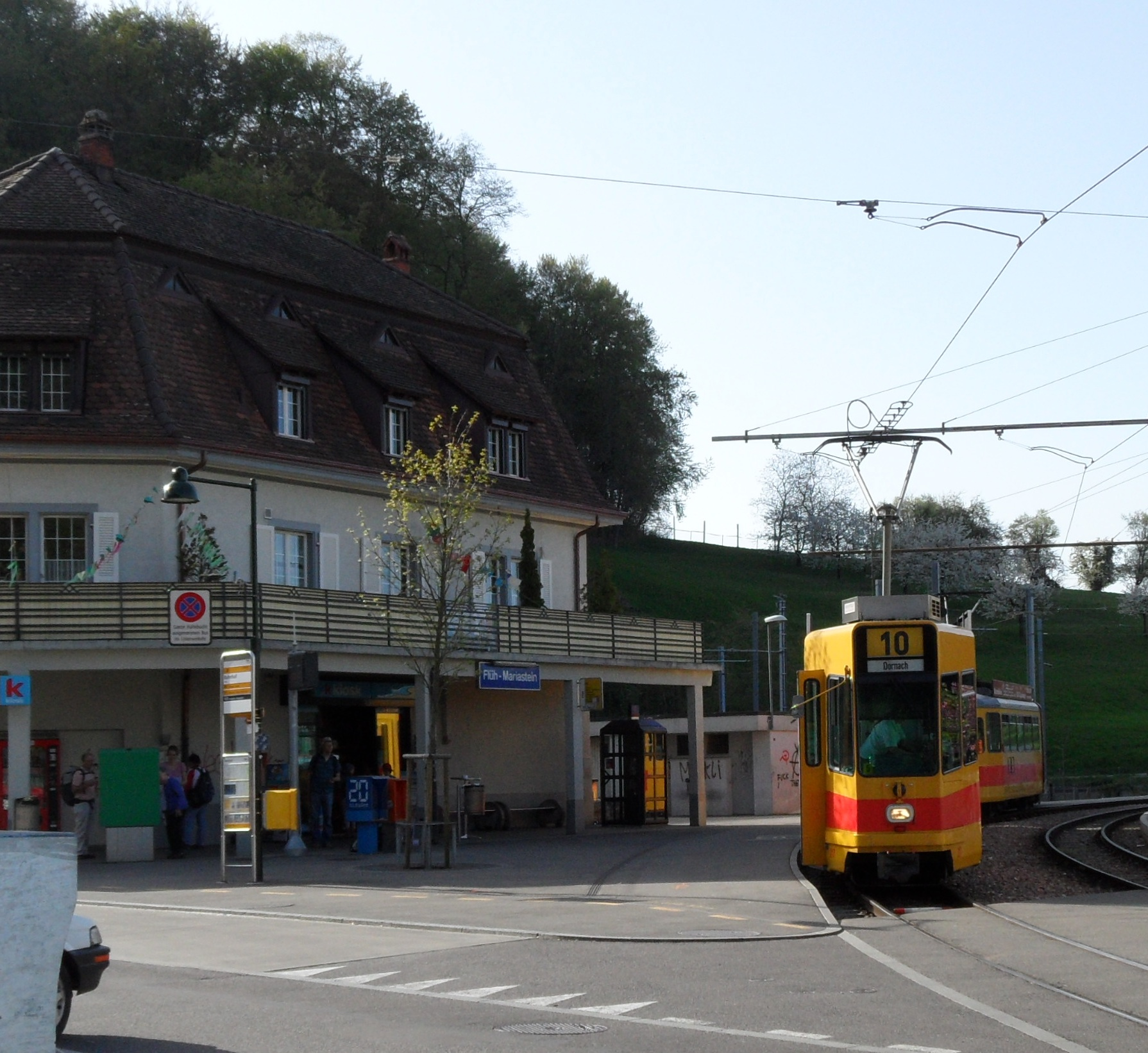
Station Flüh-Mariastein

Die Gemeinde befindet sich im grossen Wirtschaftsraum Nordwestschweiz und kann von seiner Nähe zur Grossstadt Basel profitieren. Trotzdem ist Hofstetten-Flüh keine Schlafgemeinde. Sie bietet in vielen kleineren und mittleren Unternehmen (KMU) eine grosse Anzahl an Arbeitsplätzen und ist ebenso recht stark im Dienstleistungssektor.

## Verkehr
Verkehrsmässig ist Flüh mit der Postautolinie 69 nach Mariastein beziehungsweise Metzerlen und der Station Flüh-Mariastein der in die Stadt Basel führenden BLT-Tramlinie 10 gut erschlossen. Das auf der Höhe gelegene Hofstetten kann mit der Buslinie 68 entweder von Flüh oder Ettingen direkt erreicht werden. Je nach Anschlusswartezeiten dauert die Fahrt von Hofstetten nach Basel zwischen 30 und 45 Minuten.

## Bilder

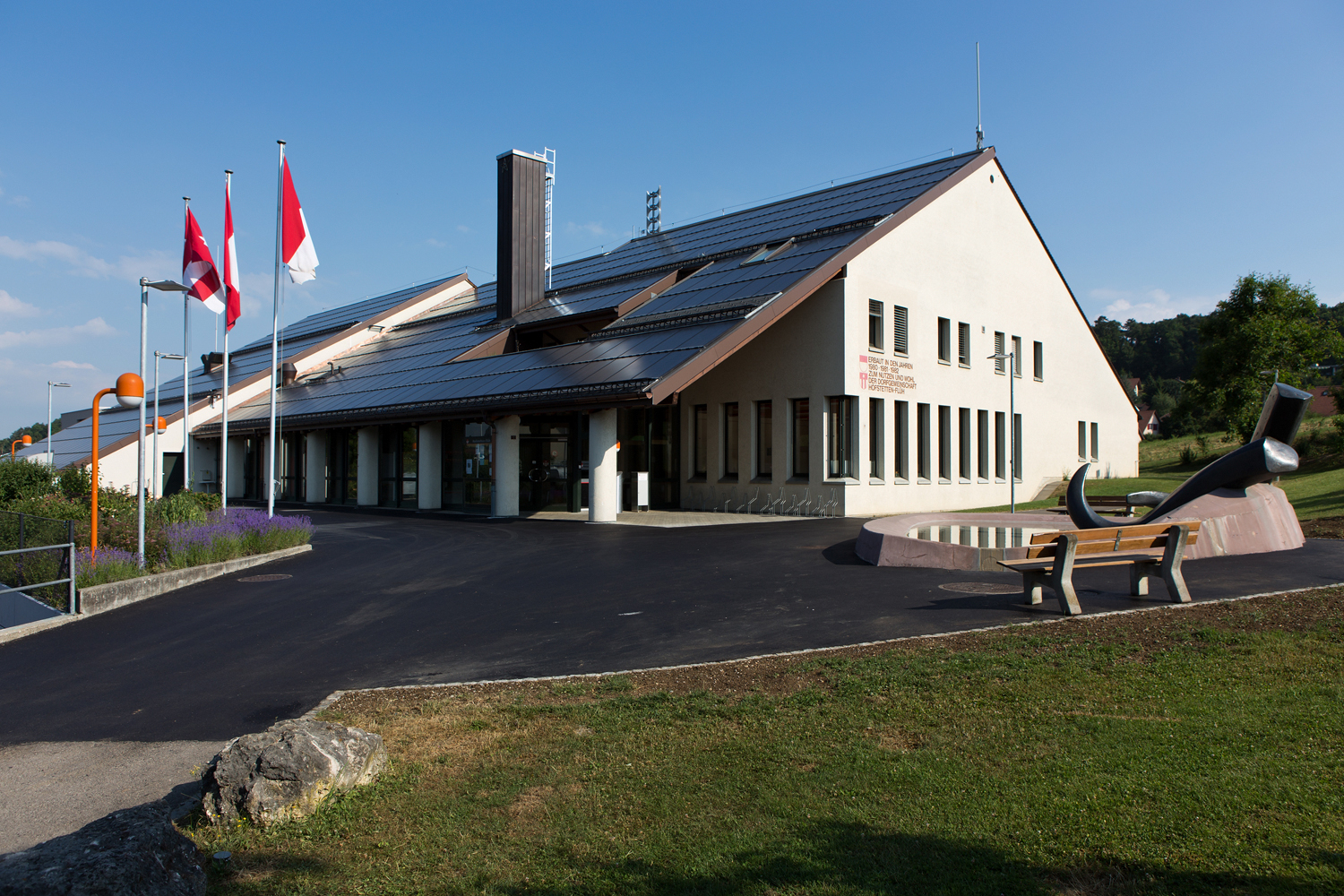
Mammuthalle, Gemeindeverwaltung
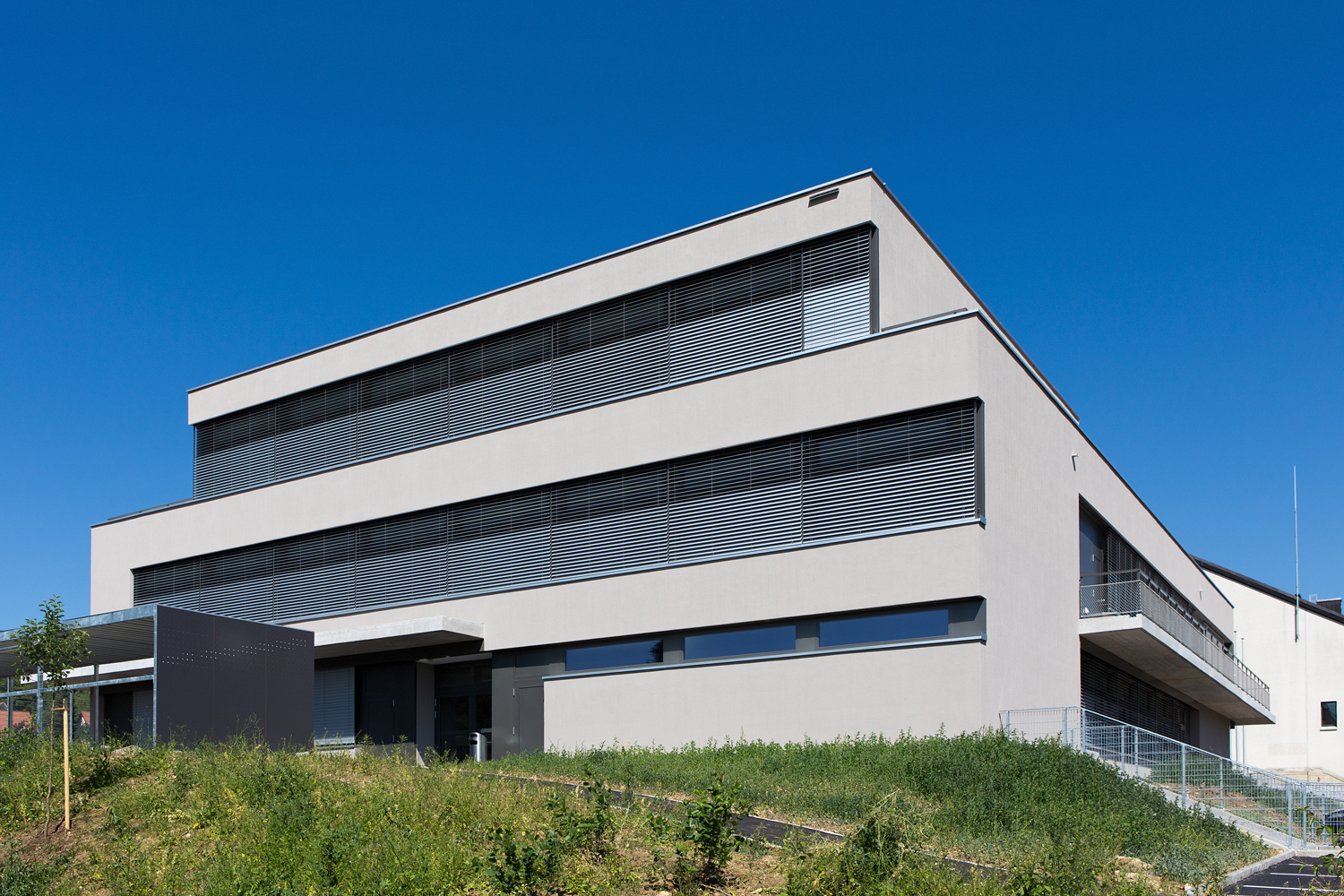
Primarschulhaus seit 2014
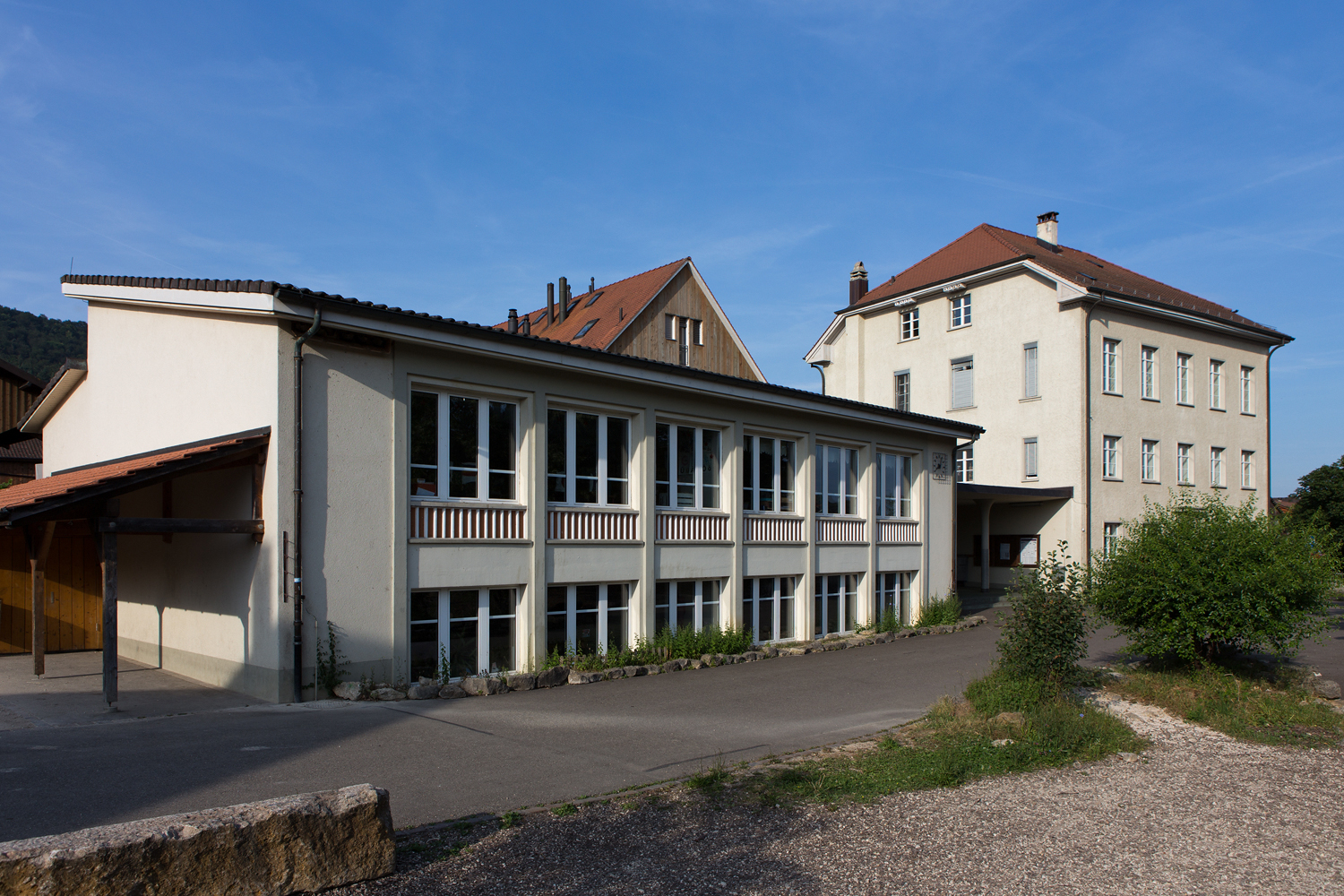
Hinten das Schulhaus von 1833, aufgestockt 1884
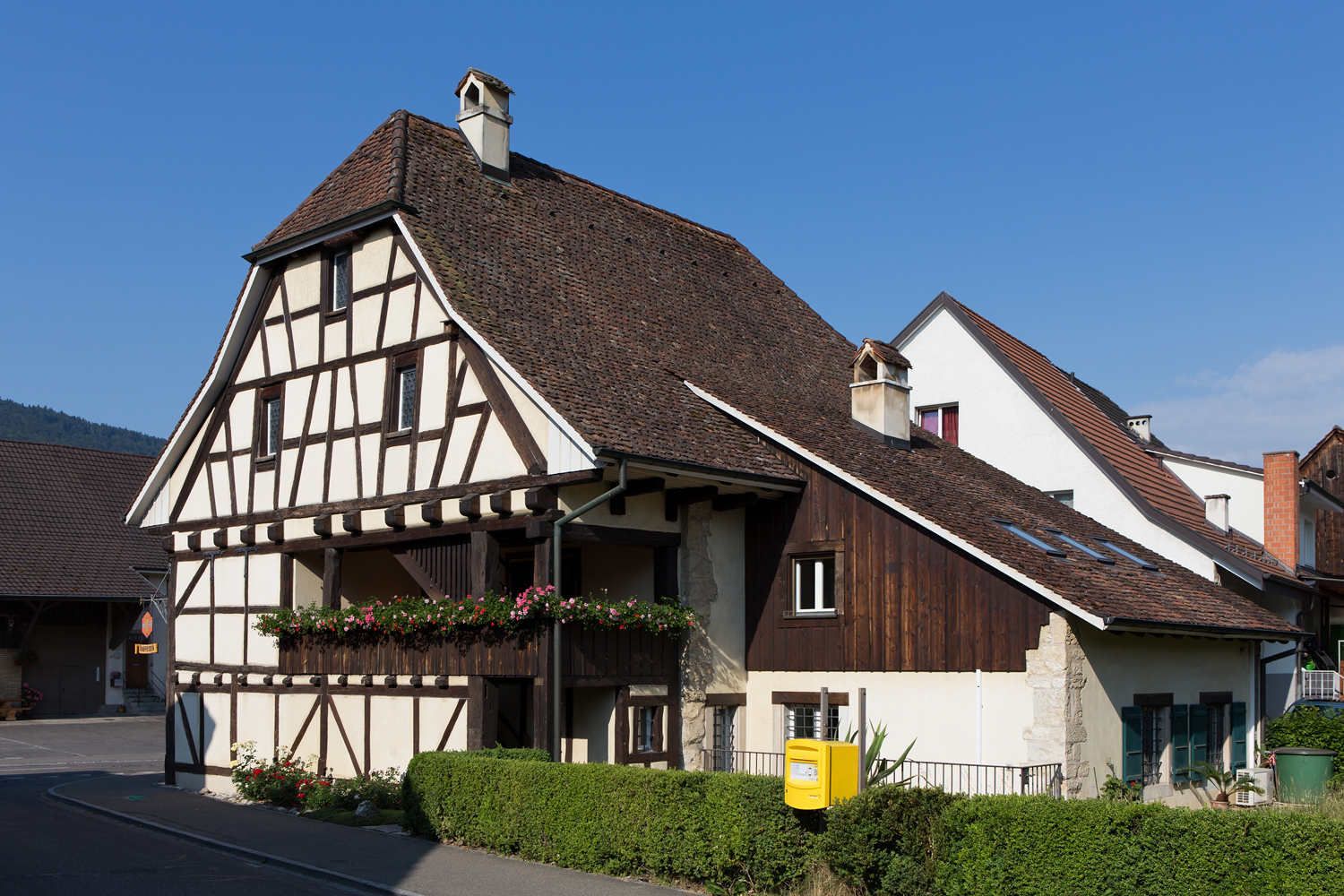
Mit Fachwerk verschalter Giebel, heute Raiffeisenbank (Ettingerstrasse 19)
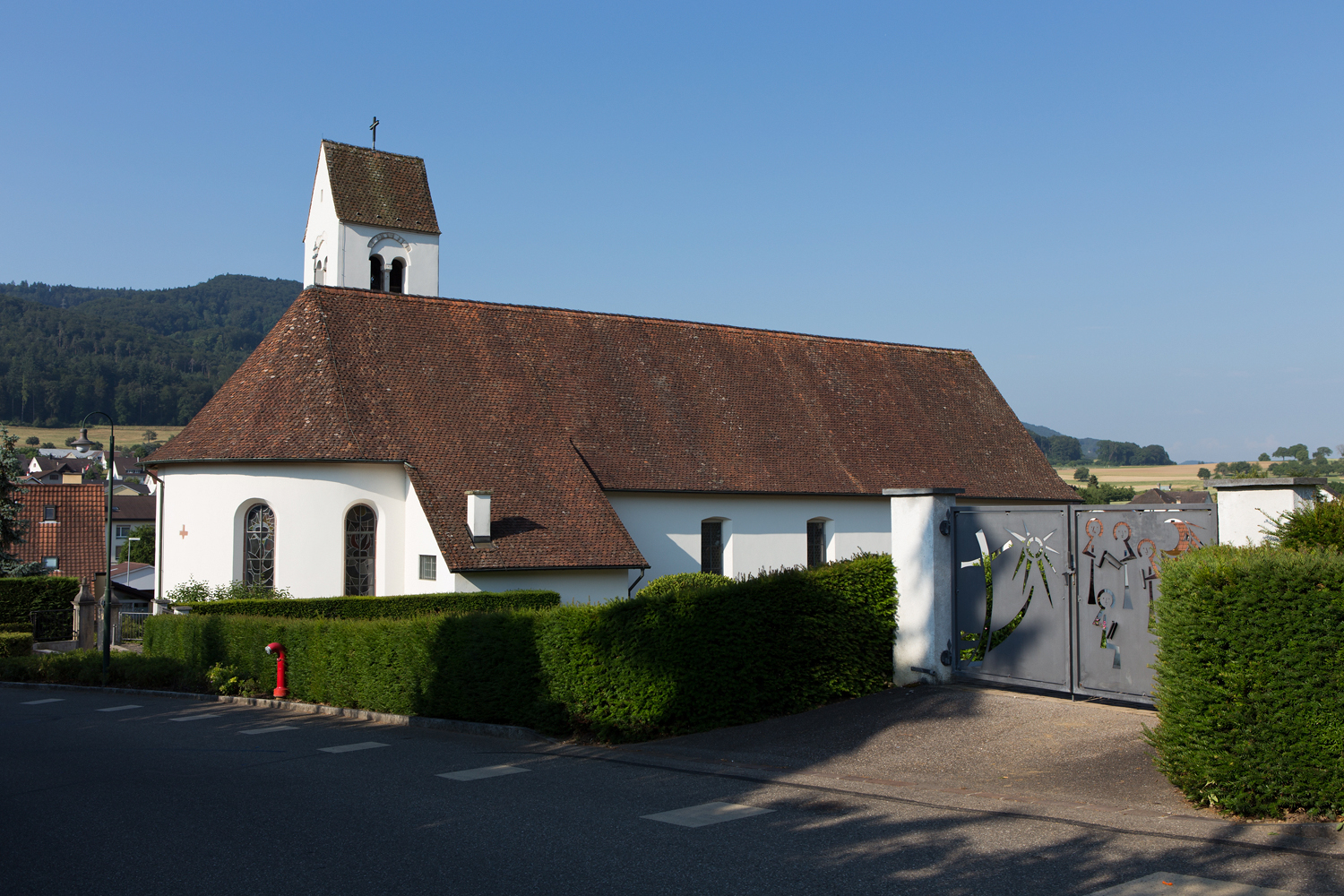
Katholische Kirche St. Nikolaus
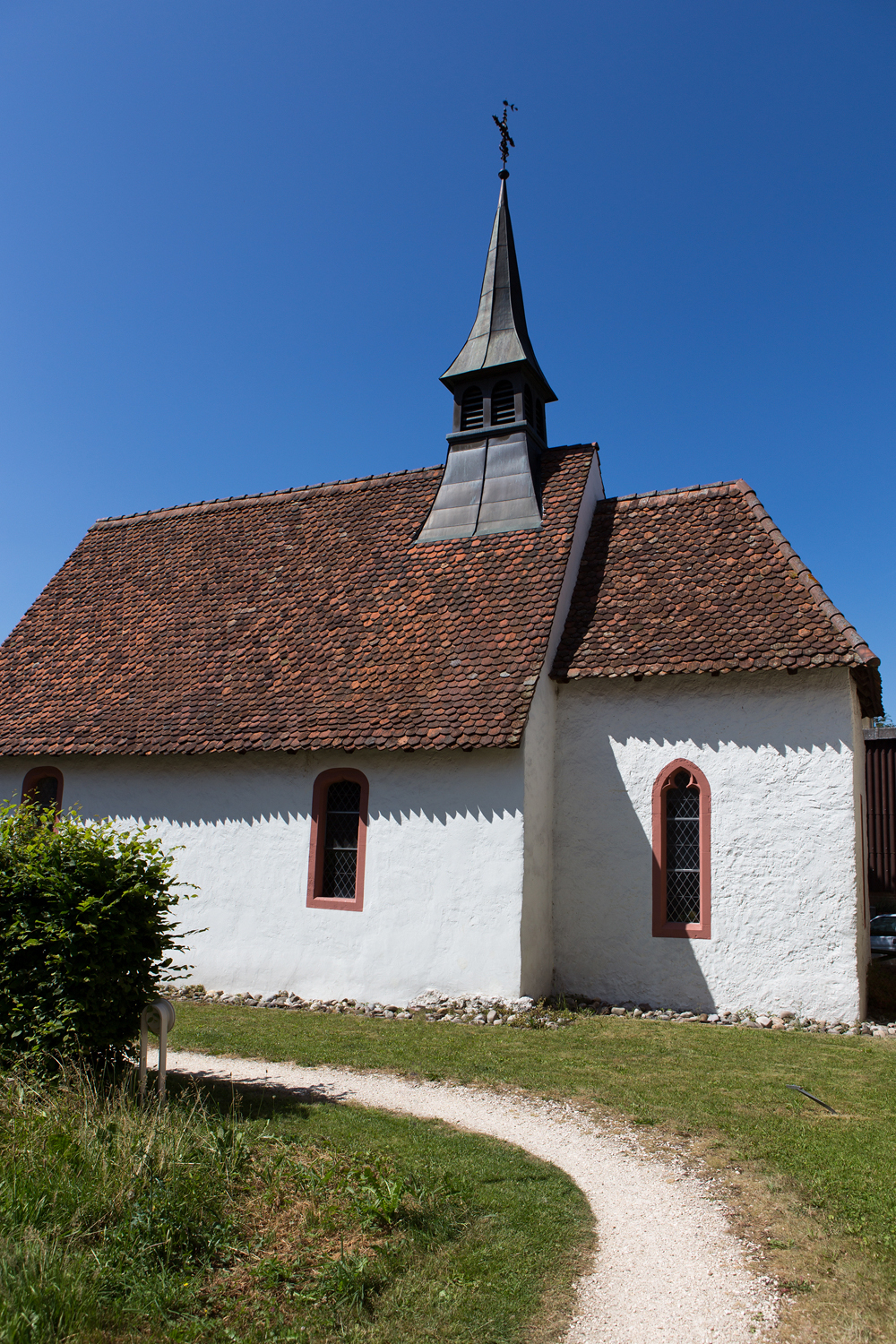
Kapelle St. Johannes
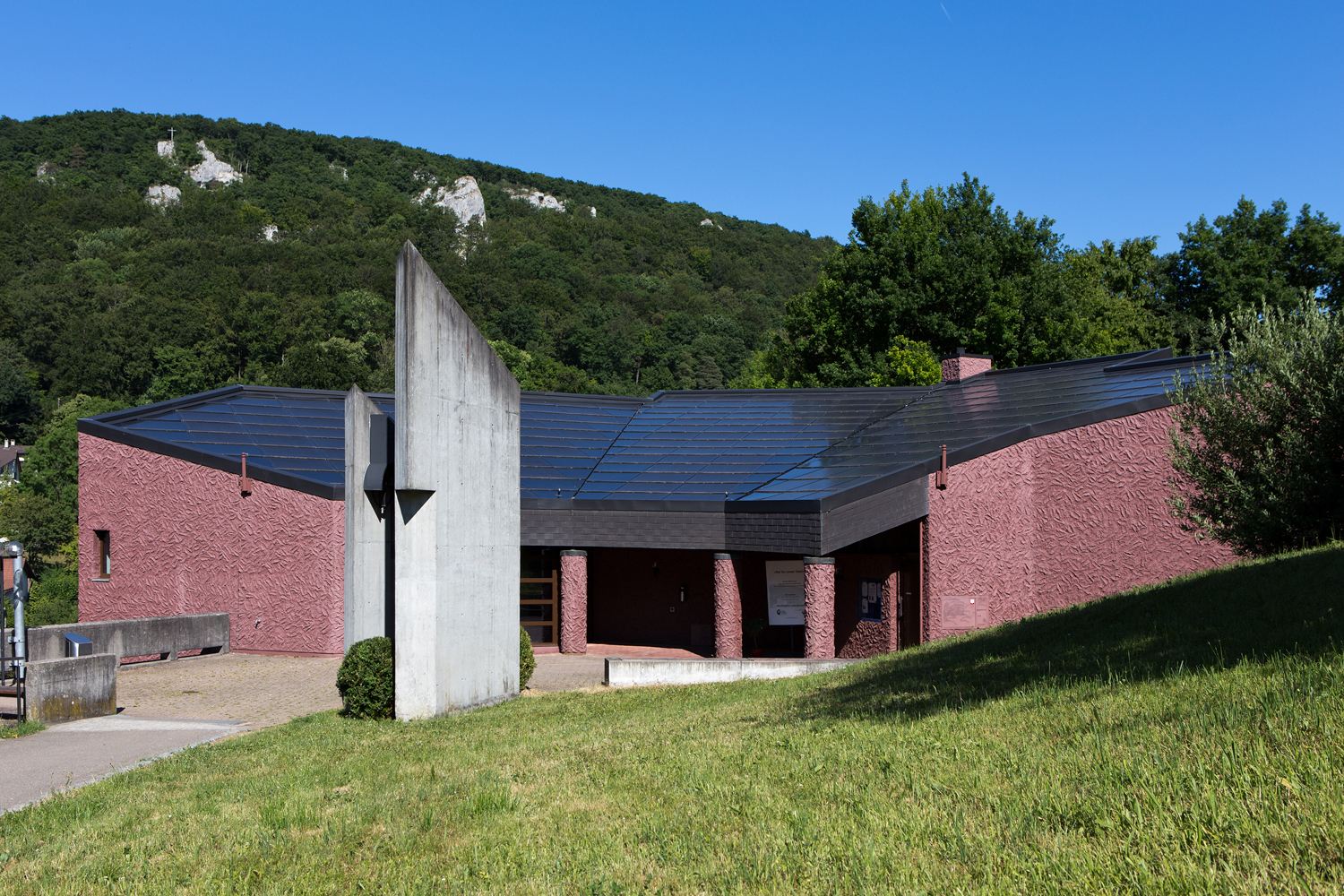
Ökumenische Kirche in Flüh
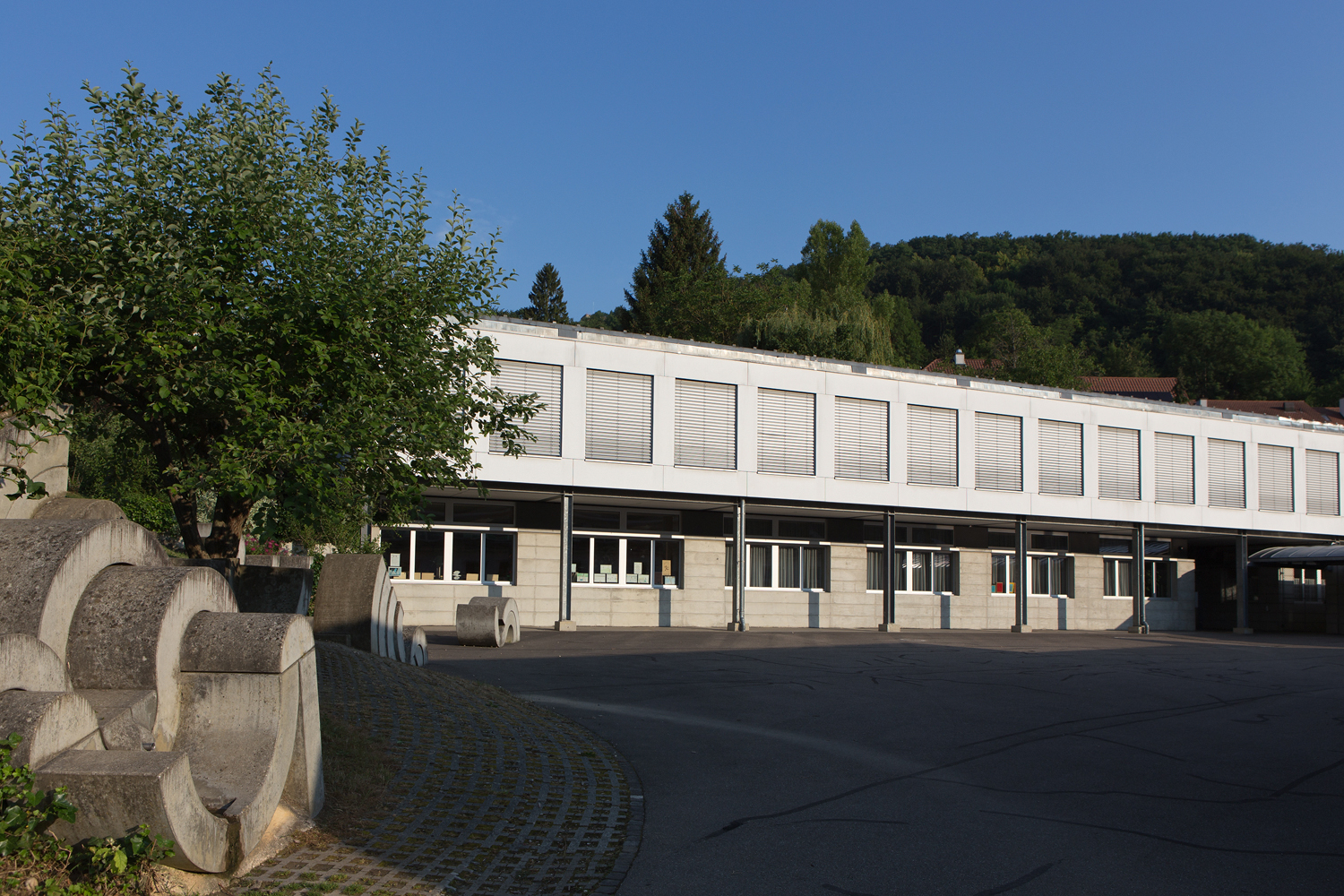
Primarschulhaus in Flüh
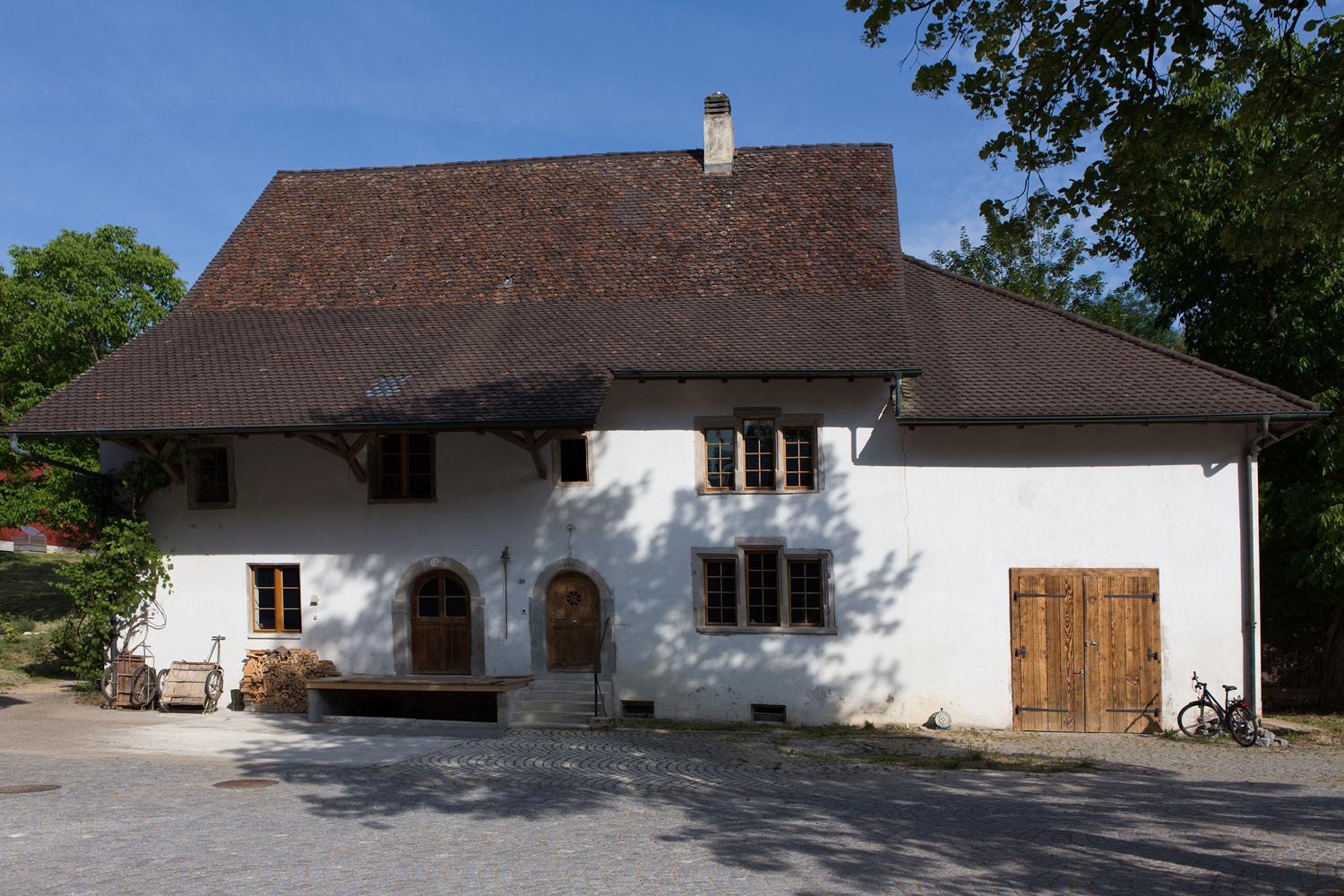
Flühmühle (Mühleweg 10)
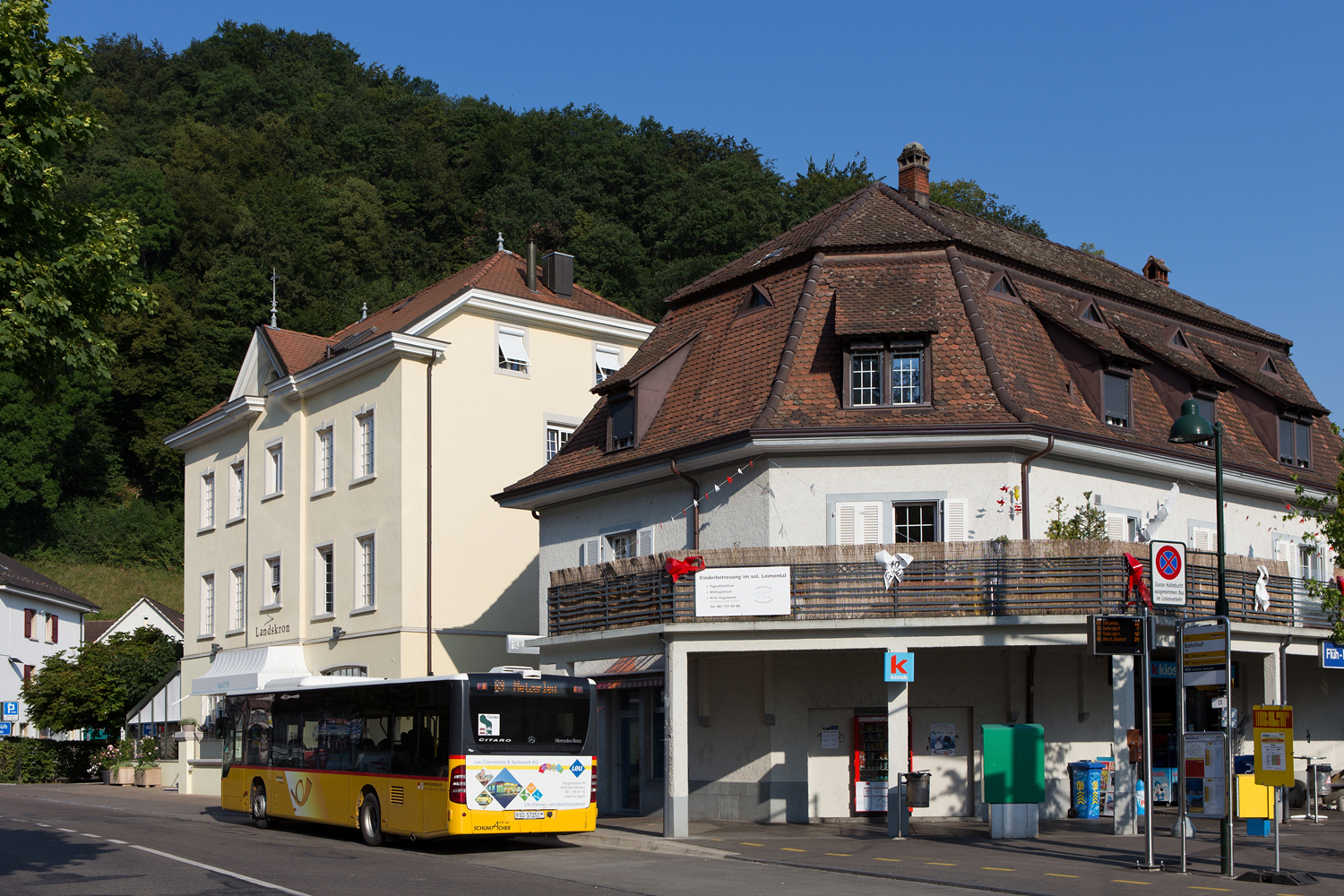
Tramhaltestelle Flüh-Mariastein
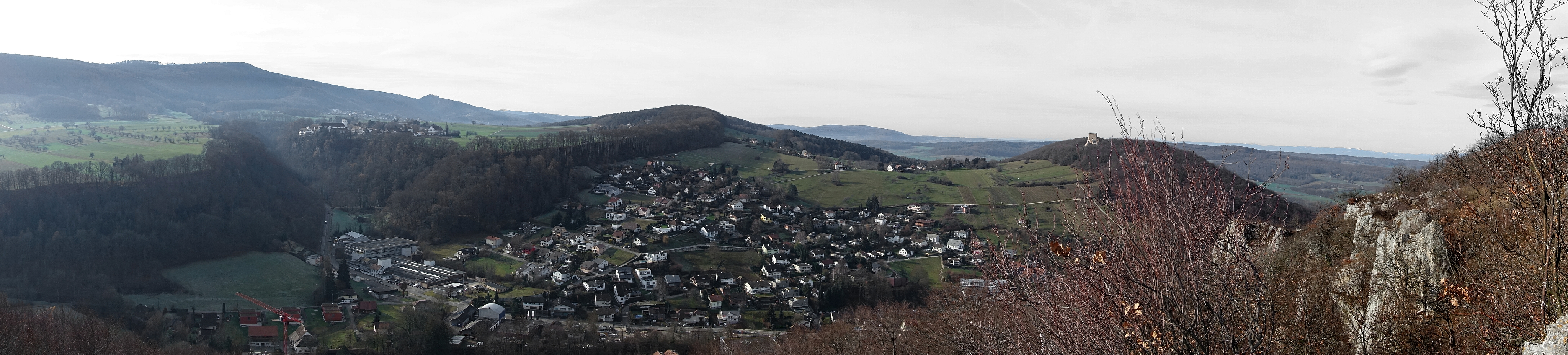
Panoramablick zum Kloster Marienstein und zur Burg Landskron vom Hofstetter-Chöpfli aus gesehen.
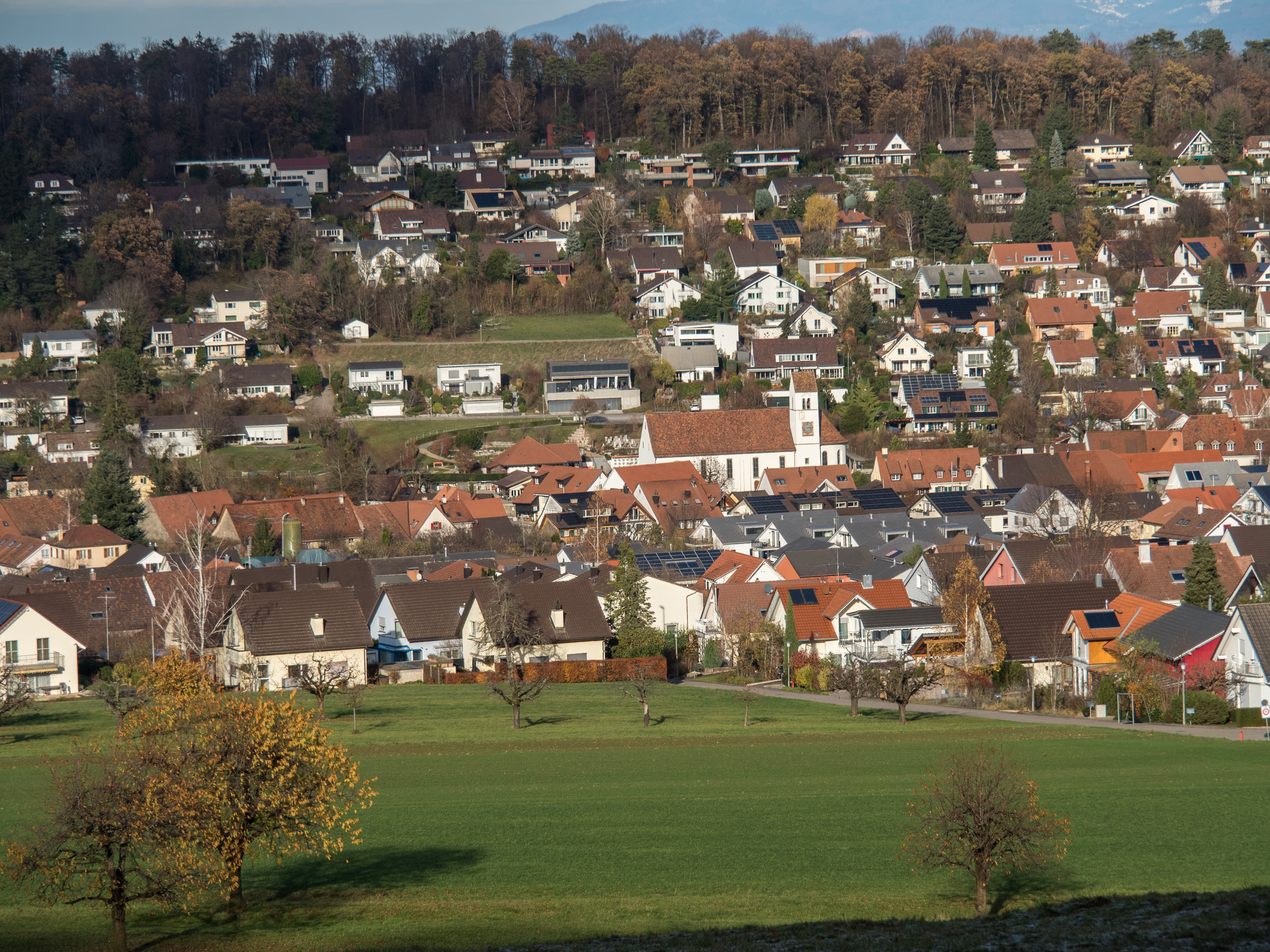
Ortsteil Hofstetten mit Kirche St. Nikolaus
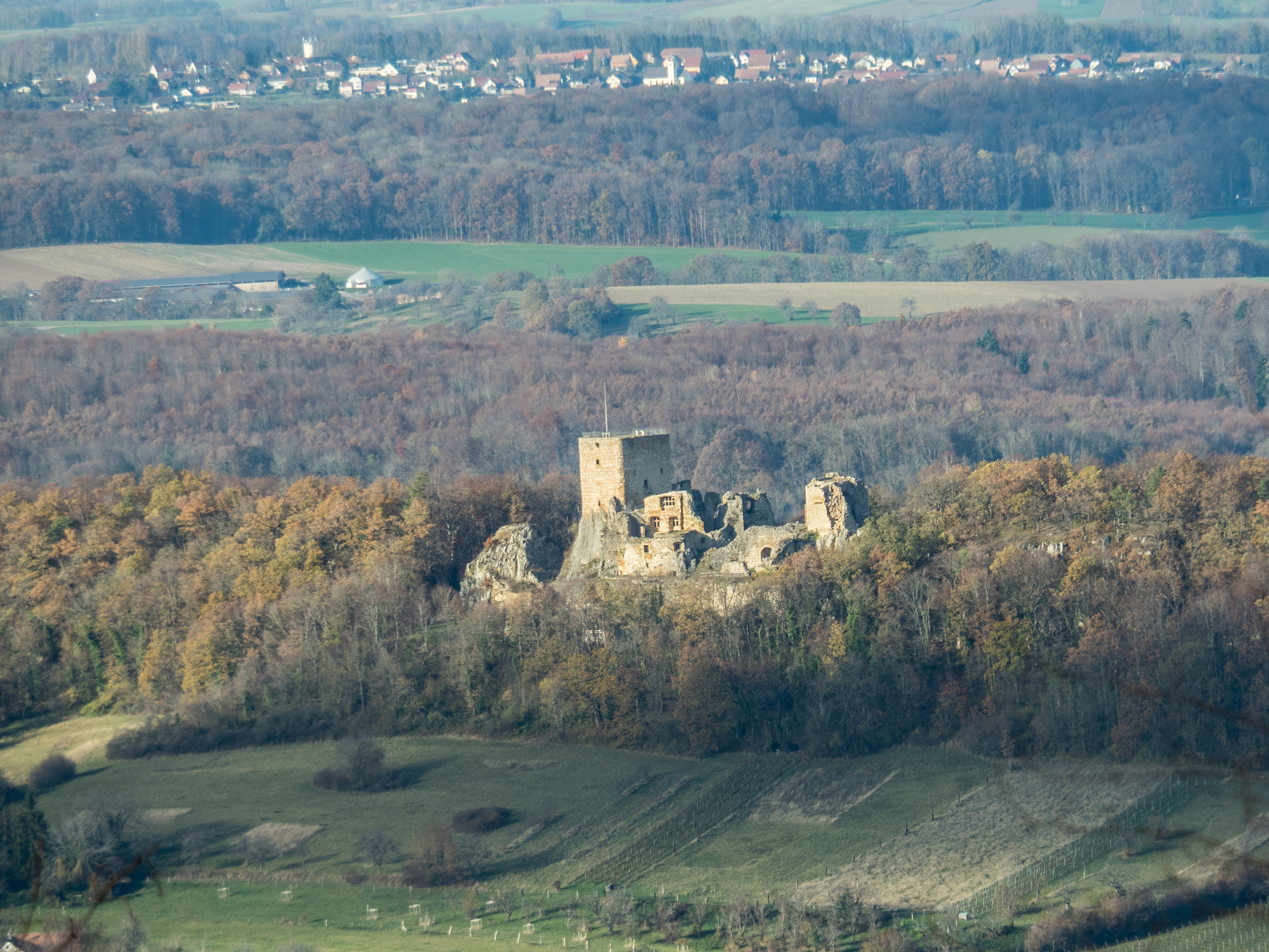
Ruine Sternenberg
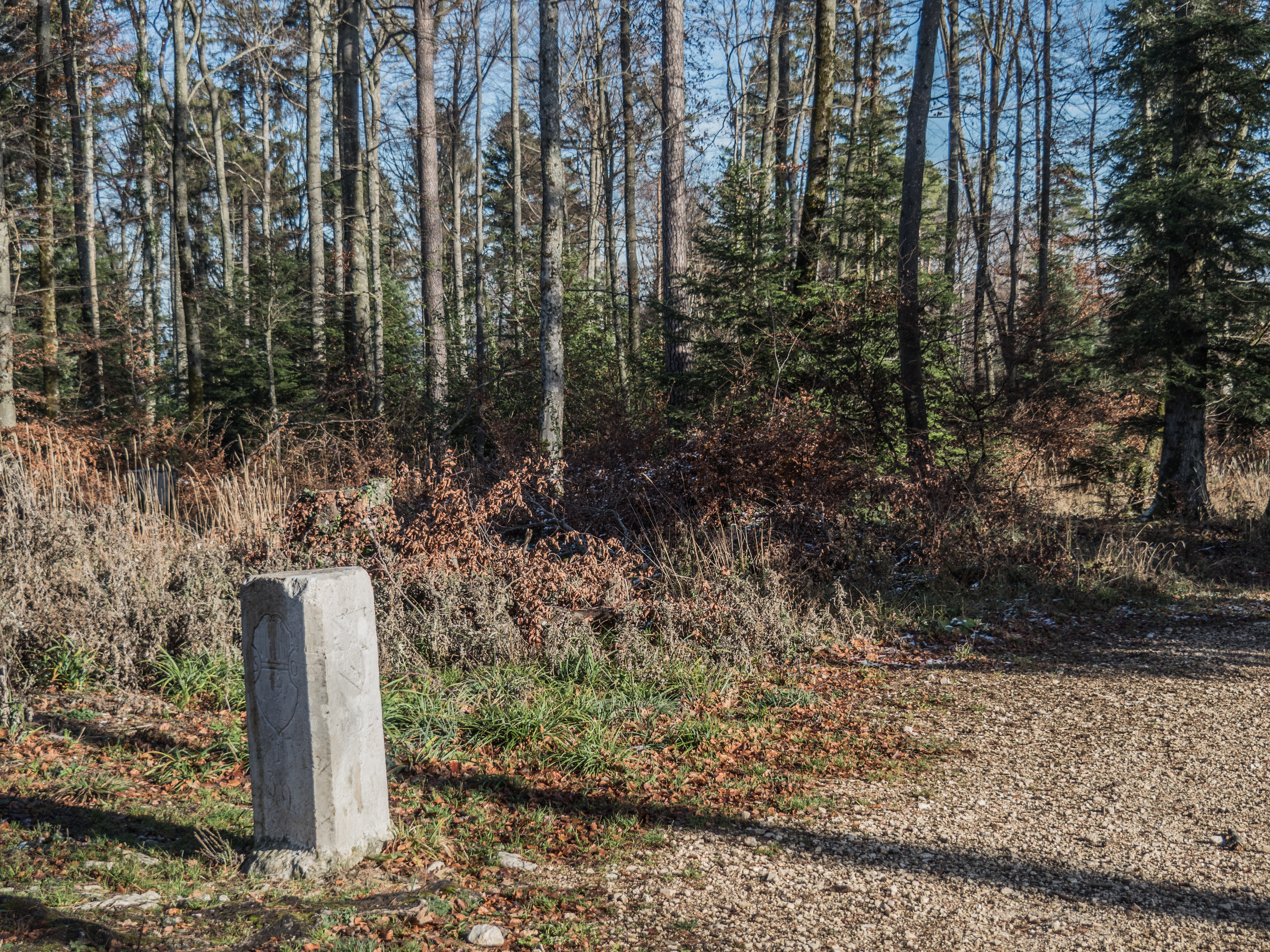
Dreikantonestein auf dem Blauenberg beim ehemaligen Dreikantonseck von Basel-Landschaft, Bern und Solothurn (vor 1994).

## Sehenswürdigkeiten
- Ruine Sternenberg
- Pfarrkirche St. Nikolaus. Turm 1609. Kirche 1724/25, verlängert 1854–57, Renovation 1962/63 (Innenausstattung entfernt), neue Innenausstattung 1997, Brand 31.12.2021[10].
- St. Johanneskapelle, das sogenannte Obere Chilchli. Bei Ausgrabungen konnten Spuren von römischen Gebäuden festgestellt werden, ferner ein Sakralbau aus dem 10. Jahrhundert. Die Kirche aus dem 12./13. Jahrhundert hatte bereits denselben Umfang wie das heutige Gebäude, wurde allerdings 1720/21 mit Ausnahme des Chors weitgehend neu gebaut. Dabei sind gotische Wandmalereien erhalten geblieben. Beim Kirchlein war ein Friedhof. Das Kirchlein ist zwar Johannes dem Täufer geweiht, diente aber wohl als Begräbniskirche[11].
- Kehlengrabenschlucht[12]
- Hofstetter Bergmatte
- Ökumenische Heiliggeistkirche in Flüh (Buttiweg 26), erbaut 1972–1973, gemeinsames Eigentum der Römisch-Katholischen Kirchgemeinde Hofstetten-Flüh und der Evangelisch-Reformierten Kirchgemeinde Solothurnisches Leimental[13].

## Redensart
Im Leimental sagt man, wenn jemand zu spät kommt: Hingedry isch ghofstettered!.